# Thymoites okumae
Thymoites okumae es una especie de araña araneomorfa del género Thymoites, familia Theridiidae. Fue descrita científicamente por Yoshida en 1988.
Habita en Japón.